# Touring Car Trophy 2020
La stagione 2020 del Touring Car Trophy è stata la seconda edizione del campionato organizzato dalla Maximum Motorsport. La competizione, il cui calendario è stato posticipato più volte a causa della pandemia di COVID-19, è iniziata il 18 luglio a Oulton Park ed è terminata il 18 ottobre a Donington Park. Henry Neal, su Honda Civic Type R, si è aggiudicato il titolo piloti, mentre la Maximum Motorsport si è aggiudicata il titolo scuderie.

## Scuderie e piloti
| Scuderia                | Vettura                 | #           | Pilota         | Gare        |
| Classe NGTC             | Classe NGTC             | Classe NGTC | Classe NGTC    | Classe NGTC |
| ----------------------- | ----------------------- | ----------- | -------------- | ----------- |
| Team Dynamics           | Honda Civic Type R      | 42          | Henry Neal     | 1-3         |
| Classe TCR              |                         |             |                |             |
| PMR TradePriceCars.com  | CUPRA TCR               | 9           | Dan Kirby      | 1-2         |
| PMR TradePriceCars.com  | CUPRA TCR               | 70          | William Butler | 2-3         |
| PMR TradePriceCars.com  | CUPRA TCR               | 77          | Sam Osborne    | 3           |
| Matrix Motorsport       | Honda Civic TCR         | 19          | Jeff Alden     | 3           |
| Maximum Motorsport      | CUPRA TCR               | 22          | Mark Wakefield | 3           |
| Maximum Motorsport      | CUPRA TCR               | 101         | Max Hart       | 1-3         |
| Maximum Motorsport      | Volkswagen Golf GTI TCR | 78          | Tim Docker     | 1-3         |
| Essex & Kent Motorsport | Hyundai i30 N TCR       | 38          | Lewis Kent     | 1-3         |
| DW Racing               | Vauxhall Astra TCR      | 50          | Darelle Wilson | 1-3         |

## Calendario
| Gara | Gara | Circuito                   | Data         |
| ---- | ---- | -------------------------- | ------------ |
| 1    | G1   | Circuito di Oulton Park    | 18 luglio    |
| 1    | G2   | Circuito di Oulton Park    | 18 luglio    |
| 2    | G3   | Circuito di Silverstone    | 13 settembre |
| 2    | G4   | Circuito di Silverstone    | 13 settembre |
| 3    | G5   | Circuito di Donington Park | 18 ottobre   |
| 3    | G6   | Circuito di Donington Park | 18 ottobre   |
| 3    | G7   | Circuito di Donington Park | 18 ottobre   |

## Risultati e classifiche

### Gare
| Gara | Circuito       | Pole position | Giro veloce | Pilota vincitore | Scuderia vincitrice     |
| ---- | -------------- | ------------- | ----------- | ---------------- | ----------------------- |
| 1    | Oulton Park    | Dan Kirby     | Henry Neal  | Henry Neal       | Team Dynamics           |
| 2    | Oulton Park    |               | Lewis Kent  | Lewis Kent       | Essex & Kent Motorsport |
| 3    | Silverstone    | Henry Neal    | Henry Neal  | Henry Neal       | Team Dynamics           |
| 4    | Silverstone    |               | Henry Neal  | Lewis Kent       | Essex & Kent Motorsport |
| 5    | Donington Park | Lewis Kent    | Sam Osborne | Henry Neal       | Team Dynamics           |
| 6    | Donington Park |               | Sam Osborne | Henry Neal       | Team Dynamics           |
| 7    | Donington Park | Lewis Kent    | Henry Neal  | Max Hart         | Maximum Motorsport      |

## Classifiche

### Classifica piloti
| Pos. | Pilota         | OUL | OUL | SIL | SIL | DON | DON | DON | Punti |
| ---- | -------------- | --- | --- | --- | --- | --- | --- | --- | ----- |
| 1    | Henry Neal     | 1   | 2   | 1   | 2   | 1   | 1   | 2   | 148   |
| 2    | Lewis Kent     | 2   | 1   | 2   | 1   | 2   | 2   | 3   | 133   |
| 3    | Max Hart       | 3   | 3   | 3   | 3   | 3   | 3   | 1   | 101   |
| 4    | Darelle Wilson | Rit | 4   | Rit | 8   | 4   | 4   | 5   | 57    |
| 5    | Dan Kirby      | 4   | Rit | 5   | 4   |     |     |     | 43    |
| 6    | Tim Docker     | 5   | 5   | 4   | 5   | Rit | NP  | NP  | 43    |
| 7    | William Butler |     |     | 6   | 6   | Rit | Rit | 4   | 35    |
| 8    | Mark Wakefield |     |     |     |     | 5   | 5   | Rit | 20    |
| 9    | Jeff Alden     |     |     |     |     | 13  | Rit | NP  | 8     |
| 10   | Sam Osborne    |     |     |     |     | Rit | Rit | NP  | 3     |
| Pos. | Pilota         | OUL | OUL | SIL | SIL | DON | DON | DON | Punti |

| Colore  | Risultato             |
| ------- | --------------------- |
| Oro     | Vincitore             |
| Argento | 2º posto              |
| Bronzo  | 3º posto              |
| Verde   | Finito a punti        |
| Blu     | Finito senza punti    |
| Viola   | Ritirato (Rit)        |
| Viola   | Non classificato (NC) |
| Rosso   | Non qualificato (NQ)  |
| Nero    | Squalificato (SQ)     |
| Bianco  | Non partito (NP)      |
| Bianco  | Non ha gareggiato     |
| Bianco  | Infortunato (INF)     |
| Bianco  | Escluso (ES)          |
| Bianco  | Gara cancellata (C)   |

### Classifica scuderie
| Pos. | Pilota                  | OUL | OUL | DON | DON | DON | DON | DON | Punti |
| ---- | ----------------------- | --- | --- | --- | --- | --- | --- | --- | ----- |
| 1    | Maximum Motorsport      | 3   | 3   | 3   | 3   | 3   | 3   | 1   | 164   |
| 1    | Maximum Motorsport      | 5   | 5   | 4   | 5   | 5   | 5   | Rit | 164   |
| 2    | Team Dynamics           | 1   | 2   | 1   | 2   | 1   | 1   | 2   | 148   |
| 3    | Essex & Kent Motorsport | 2   | 1   | 2   | 1   | 2   | 2   | 3   | 133   |
| 4    | PMR TradePriceCars.com  | 4   | Rit | 5   | 4   | Rit | Rit | 4   | 81    |
| 4    | PMR TradePriceCars.com  |     |     | 6   | 6   | Rit | Rit | NP  | 81    |
| 5    | DW Racing               | Rit | 4   | Rit | 8   | 4   | 4   | 5   | 57    |
| 6    | Matrix Motorsport       |     |     |     |     | 13  | Rit | NP  | 8     |
| Pos. | Pilota                  | OUL | OUL | SIL | SIL | DON | DON | DON | Punti |

| Colore  | Risultato             |
| ------- | --------------------- |
| Oro     | Vincitore             |
| Argento | 2º posto              |
| Bronzo  | 3º posto              |
| Verde   | Finito a punti        |
| Blu     | Finito senza punti    |
| Viola   | Ritirato (Rit)        |
| Viola   | Non classificato (NC) |
| Rosso   | Non qualificato (NQ)  |
| Nero    | Squalificato (SQ)     |
| Bianco  | Non partito (NP)      |
| Bianco  | Non ha gareggiato     |
| Bianco  | Infortunato (INF)     |
| Bianco  | Escluso (ES)          |
| Bianco  | Gara cancellata (C)   |